# Hermann von Tappeiner
Hermann Anton Joseph Franz Xaver von Tappeiner, född 18 november 1847 i Meran, Sydtyrolen, Kejsardömet Österrike, död 12 januari 1927 i München, Tyskland, var en österrikisk farmakolog. 
Efter att 1872 ha blivit medicine doktor blev Tappeiner 1879 professor i fysiologi vid Tierarzneischule i München, 1884 extra ordinarie professor i medicinsk kemi och 1893 ordinarie professor i farmakologi vid Münchens universitet. Förutom Lehrbuch der Arzneimittellehre (1890; sjätte upplagan 1907) utgav han ett stort antal vetenskapliga undersökningar, bland vilka märks hans uppvisande av bakteriernas betydelse för cellulosajäsningen i växtätarnas tarmkanal och hans studier över fluorescensens inflytande på särskilda processer i kroppen.